# Rondonanthus flabelliformis
Rondonanthus flabelliformis là một loài thực vật có hoa trong họ Eriocaulaceae. Loài này được (Moldenke) Hensold & Giul. miêu tả khoa học đầu tiên năm 1991.